# Ліліан Фадерман
Ліліан Фейдерман (англ. Lillian Faderman, *18 липня 1940) — американська вчена, історик, письменниця, викладачка університету та літературний критик. Її книги з історії лесбійства та історії ЛГБТ заслужили похвалу критики і нагороди, її називають «матір'ю лесбійської історії» за новаторські дослідження та праці про лесбійську культуру, літературу та історію. Була професоркою англійської мови в Університеті штату Каліфорнія у Фресно (штат Фресно), який надав їй статус почесної особи, а також запрошеною професоркою в Університеті Каліфорнії в Лос-Анджелесі (UCLA). У 2007 році вона звільнилася з академії. Газета Нью-Йорк таймс включила три її книги до списку «Видатні книги року». Ґардіан її книгу «Дивні дівчата та сутінкові коханці» назвав однією з 10 найкращих книг радикальної історії.

## Раннє життя
Ліліан Фейдерман виховували її мати Мері та тітка Рей. У 1914 році її мати емігрувала з єврейського містечка в Латвії до Нью-Йорка, плануючи зрештою послати за рештою сім'ї. Її тітка приїхала в 1923 році, але решта сім'ї була вбита під час винищення Гітлером європейських євреїв, і мати звинувачувала себе в тому, що не змогла їх врятувати. Її провина призвела до серйозної психічної хвороби, яка глибоко вплинула на її дочку.
Мати та тітка Фадерман за дуже невеликі гроші працювали у швейній промисловості. Її неодружена мати перервала перші дві вагітності на прохання біологічного батька Ліліан, але наполягла на виношуванні та вихованні третьої. Мати одружилася, коли Ліліан була підліткою, і померла в 1979 році, продовжуючи справляти глибокий вплив на життя своєї дочки.
Використовуючи такі псевдоніми, як Джіджі Фрост, Фейдерман знімалась як оголена фотомодель і модель в еротичних фільмах, щоб оплатити навчання. Свій досвід роботи в еротичній порноіндустрії вона виклала у книзі мемуарів «Оголена в землі обітованій».
Спочатку Фадерман навчався в Каліфорнійському університеті в Берклі, а потім в Каліфорнійському університеті в Лос-Анджелесі.

## Особисте життя
Її родина переїхала з нею до Лос-Анджелеса, де за підтримки матері Ліліан відвідувала курси акторської майстерності. У підлітковому віці вона почала працювати моделлю і відкрила для себе гей-бар, згодом зустріла свою першу дівчину. До того, як закінчити Голлівудську середню школу, вона одружилася з набагато старшим за себе геєм. Цей шлюб тривав менше року.
У 1950-х роках Фейдерман відкрилася як лесбійка. Вона живе зі своєю партнеркою Філліс Ірвін. Разом вони виростили сина Аврома, зачатого шляхом штучного запліднення від анонімного єврейського донора.

## Нагороди та відзнаки
- Нью-Йорк таймс (відома книга 1981 року) за «Перевершити любов чоловіків: романтична дружба та любов між жінками від епохи Відродження до сьогодення»[16]
- Книжкова премія «Стоунволл» (1982) за «Перевершити любов чоловіків: романтична дружба та любов між жінками від епохи Відродження до сьогодення»
- Літературна премія «Лямбда» (вибір редакції, 1992) за «Дивні дівчата та сутінкові коханці: історія лесбійського життя в Америці двадцятого століття»
- Нью-Йорк таймс (відома книга 1992 року) за «Дивні дівчата та сутінкові коханці: історія лесбійського життя в Америці двадцятого століття»[17]
- Книжкова премія Stonewall (документальна література, 1992) за книгу «Дивні дівчата та сутінкові коханці: історія лесбійського життя в Америці двадцятого століття»
- Літературна премія «Лямбда» за найкращу науково-популярну книгу (2000) за «Вірити в жінок: що лесбійки зробили для Америки: історія»
- Літературна премія «Лямбда» за найкращу лесбійську/гей-антологію (2003) за фільм «Оголена в землі обітованій»
- Премія Єльського університету Джеймса Бруднера за видатну стипендію в дослідженнях лесбійок/геїв (2001)
- Премія Пола Монетта-Роджера Горвіца (1999)
- Премія Білла Вайтхеда за життєві досягнення (Видавничий трикутник, 2004) за фільм «Оголена в землі обітованій»
- Премія Джуді Гран за мемуари (видавничий трикутник, 2004) за фільм «Оголена в землі обітованій»
- Дві літературні премії «Лямбда» за найкращу документальну книгу та ЛГБТ-премія «Мистецтво та культура» (2007) обидві нагороди за «Гей Лос-Анджелес: історія сексуальних розбійників, політики влади та губної помади лесбійок»
- Літературна премія «Лямбда» (Pioneer Award, 2013)
- Нью-Йорк таймс (Визначна книга 2015 року) за «Гей-революцію»[18]
- Вашингтон пост (видатна документальна книга 2015 року) для «Гей-революції»[19]
- Книжкова премія Анісфілд-Вулф (документальна література, 2016) за «Гей-революцію»[20]
- Премія літературного товариства «Золота корона» 2017 року[21]

## Праці
- Faderman, Lillian (1981). Surpassing the Love of Men: Romantic Friendship and Love Between Women from the Renaissance to the Present (вид. 1st). William Morrow & Company. ISBN 068803733X.
- Faderman, Lillian (1983). Scotch Verdict: Miss Pirie and Miss Woods v. Dame Cumming Gordon (вид. 1st). William Morrow & Company. ISBN 068801559X.
- Faderman, Lillian (1991). Odd Girls and Twilight Lovers: A History of Lesbian Life in Twentieth-Century America (вид. 1st). Columbia University Press. ISBN 0231074883.
- Faderman, ред. (1994). Chloe Plus Olivia: An Anthology of Lesbian and Bisexual Literature from the 17th Century to the Present (вид. 1st). Viking Books. ISBN 0670846384.
- Faderman, Lillian; Xiong, Ghia (1998). I Begin My Life All Over: The Hmong and the American Immigrant Experience (вид. 1st). Beacon Press. ISBN 0-8070-7234-6.
- Faderman, Lillian (1999). To Believe in Women: What Lesbians Have Done For America – A History (вид. 1st). Houghton Mifflin Company. ISBN 039585010X.
- Faderman, Lillian (2003). Naked in the Promised Land: A Memoir (вид. 1st). Houghton Mifflin Harcourt. ISBN 0-618-12875-1.
- Faderman, Lillian; Timmons, Stuart (2006). Gay L. A.: A History of Sexual Outlaws, Power Politics, and Lipstick Lesbians (вид. 1st). Basic Books. ISBN 978-0465022885.
- Faderman, Lillian (2013). My Mother's Wars (вид. 1st). Beacon Press. ISBN 978-0807050521.
- Faderman, Lillian (2015). The Gay Revolution: The Story of the Struggle (вид. 1st). Simon & Schuster. ISBN 978-1451694116.
- Faderman, Lillian (2018). Harvey Milk: His Lives and Death (вид. 1st). Yale University Press. ISBN 978-0300222616.
- Faderman, Lillian (2022). Woman: The American History of an Idea (вид. 1st). Yale University Press. ISBN 978-0300249903.